# Granota arborícola
Les granotes arborícoles són granotes que viuen als arbres. Pertanyen a dues famílies, Hylidae i Rhacophoridae, que no tenen cap relació de parentiu. Hi ha una gran variabilitat entre les espècies de granotes arborícoles.

## Classificació
La família de les granotes arborícoles se subdivideix en 6 subfamílies i 47-49 gèneres.
| - Pelodryadinae - Cyclorana - Litoria - Nyctimystes - Phyllomedusinae (Granotes de les fulles) - Agalychnis - Cruziohyla - Hylomantis - Pachymedusa - Phasmahyla - Phrynomedusa - Phyllomedusa - Hemiphractinae - Cryptobatrachus - Flectonotus - Gastrotheca - Hemiphractus - Stefania - Hylinae - Acris - Anotheca - Aparasphenodon - Aplastodiscus | - - Argenteohyla - Bokermannohyla - Bromeliohyla - Charadrahyla - Corythomantis - Dendropsophus - Duellmanohyla - Ecnomiohyla - Exerodonta - Hyla - Hyloscirtus - Hypsiboas - Isthmohyla - Itapotihyla - Lysapsus - Megastomatohyla - Myersiohyla - Nyctimantis - Osteocephalus - Osteopilus - Phyllodytes - Plectrohyla - Pseudacris | - - Pseudis - Ptychohyla - Scarthyla - Scinax - Smilisca - Sphaenorhynchus - Tepuihyla - Tlalocohyla - Trachycephalus - Triprion - Xenohyla - Rhacophorinae (Granotes del Vell Món) - Boophis - Callixalus - Chiromantis - Cryptothylax - Mantella - Mantidactylus - Philautus - Rhacophorus - Theloderma - Buergeriinae - Buergeria |